# 放线菌素
放线菌素D（英語：Actinomycin D或Dactinomycin，简称放线菌素，又名更生霉素）是从土壤中链霉菌属的细菌分离出来的放线菌素类多肽类抗生素中最重要的一种。作为早期的化疗药物之一，放线菌素已被使用了很长时间。

## 历史
放线菌素是人类发现的第一种具有抗癌作用的抗生素。它最早是由赛尔曼·A·瓦克斯曼和他的同事H.B.伍德拉夫于1940年共同发现。在1964年12月10日由美国FDA批准之后，放线菌素由默克药厂以Cosmegen作为商品名销售。

## 作用机理
在细胞生物学的研究中，人们发现放线菌素可以抑制转录过程。它能够在转录起始复合物的位置结合DNA，与DNA形成复合体，阻止RNA聚合酶合成RNA。

## 临床用途
临床上用的放线菌素是清澈、黄色的液体，给药方式为静脉注射。它主要用来治疗多种癌症，其中包括：
- 妊娠滋养细胞病[4]
- 肾母细胞瘤[5]
- 横纹肌肉瘤[6]
- 尤文氏肉瘤[7]
- 恶性葡萄胎[8]

有时候放线菌素与其它化疗药物一同用于联合化疗，如用于治疗横纹肌肉瘤和尤因肉瘤的VAC联合疗法（与长春新碱和环磷酰胺组成）。
放线菌素还被用作放射增敏剂，因为它能通过抑制癌细胞对亚致死辐射伤害的修复及延缓其在辐射之后的代偿性增生，从而提高肿瘤对放疗的敏感性。

## 副作用
常见的不良反应包括骨髓抑制、疲倦、脱发、口腔溃疡、食欲不振和腹泻。

## 研究用途
由于可以和DNA双螺旋结合，放线菌素除了抑制RNA合成之外，也能够影响DNA复制。不过科学家一般会选择更适合实验室里使用的其它DNA复制抑制剂，如羟基脲。
放线菌素和它的荧光衍生物7-氨基放线菌素D（7-AAD）在流式細胞術研究和显微镜观察细胞的过程中被用作染色剂。对富含GC的DNA片段的亲和力使得它们特别适合于标记DNA。7-AAD还能与DNA单链结合，因此它还能用于观察细胞凋亡和分辨活细胞与死细胞。